# بن هانتر
بن هانتر (انگلیسی: Ben Hunter؛ زادهٔ ۱۶ ژوئن ۱۹۸۵) بازیکن فوتبال اهل بریتانیا است.
از باشگاه‌هایی که در آن بازی کرده‌است می‌توان به کلمبوس کرو، باشگاه فوتبال ماتلوک تاون، و باشگاه فوتبال نورث فریبی یونایتد اشاره کرد.